# 팔레스타인의 국제적 승인

팔레스타인
팔레스타인을 국가로 인정하겠다고 선언한 국가(프랑스, 몰타, 산마리노, 오스트레일리아)
조건 하에 팔레스타인을 인정하기로 한 국가 (영국, 캐나다)
팔레스타인을 독립국으로 승인한 국가
팔레스타인을 독립국으로 승인한 적이 없는 국가

팔레스타인의 국제적 승인은 팔레스타인을 독립국으로 승인하는 과정 또는 그 결정을 가리키는 용어이다. 2025년 8월 기준으로 193개 유엔 회원국 가운데 147개국이 팔레스타인을 독립국으로 승인했다. 팔레스타인은 2012년 11월에 유엔 총회 옵서버 국가 지위를 획득했다. 이러한 제한적인 지위는 주로 거부권이 있는 유엔 안전보장이사회 상임이사국 가운데 하나인 미국이 지속적으로 거부권을 행사하거나 행사하겠다고 위협하여 팔레스타인의 유엔 정회원 자격을 차단했기 때문이다.
팔레스타인 자치 정부(PA)는 1988년 11월 15일에 팔레스타인 해방기구(PLO)에 의해 공식적으로 선언되었으며 국제 사회에서 팔레스타인 영토로 인정받는 동예루살렘을 포함한 요르단강 서안 지구, 가자 지구에 대한 영유권을 주장했다. 팔레스타인 자치 정부는 1988년 말까지 아랍 세계, 이슬람 세계, 동구권·사회주의 국가들을 중심으로 78개국으로부터 독립국으로 승인받았다.
수십 년간 지속된 이스라엘-팔레스타인 분쟁을 해결하기 위해 1993년부터 1995년 사이에 이스라엘과 팔레스타인 자치 정부 간의 오슬로 협정이 체결되어 팔레스타인 자치 정부가 가자 지구와 요르단강 서안 지구의 약 40%를 차지하는 임시 자치 행정부로 창설되었다. 그러나 이스라엘에서 일어난 이츠하크 라빈 총리 암살 사건, 베냐민 네타냐후 총리의 집권 이후부터 이스라엘과 팔레스타인 자치 정부 간의 협상은 교착 상태에 빠졌고 이로 인해 팔레스타인은 이스라엘의 암묵적인 동의 없이 팔레스타인 국가에 대한 국제적 승인을 추구하게 되었다.
팔레스타인은 2011년에 유네스코에 정식 회원국으로 가입했다. 2012년에 열린 유엔 총회 표결 과정에서 138개 유엔 회원국의 찬성을 통해 유엔 총회 옵서버 국가 지위를 획득한 팔레스타인 자치 정부는 모든 목적을 위해 "팔레스타인국"이라는 명칭을 공식적으로 사용하기 시작했다.
G20 소속 국가들 가운데 10개국(아르헨티나, 브라질, 중화인민공화국, 인도, 인도네시아, 멕시코, 러시아, 사우디아라비아, 튀르키예)는 팔레스타인을 독립국으로 승인했지만 나머지 9개국(오스트레일리아, 캐나다, 독일, 이탈리아, 일본, 대한민국, 영국, 미국)은 그렇지 않다. 프랑스와 오스트레일리아의 경우, 2025년 9월 유엔 총회에서 팔레스타인을 국가로 승인하기로 결정했고, 영국과 캐나다는 일정 조건이 갖추어진다면 2025년 9월 총회에서 팔레스타인을 승인하겠다고 밝혔다. 팔레스타인을 독립국으로 인정하지 않는 국가들은 일반적으로 이스라엘-팔레스타인 분쟁에 대한 해법으로 양국 방안을 지지하지만 팔레스타인을 독립국으로 승인하는 것은 이스라엘과 팔레스타인 자치 정부 간의 직접 협상을 전제 조건으로 한다는 입장이다.

## 역사

### 배경
1974년 11월 22일, 유엔 총회 결의안 3236은 팔레스타인 사람들의 자결권, 국가 독립 및 주권을 팔레스타인에서 인정했다. 또한 팔레스타인 해방기구를 팔레스타인 사람들의 유일한 합법적인 대표로 인정하고, 옵서버 지위를 부여했다. 팔레스타인 해방기구에 대한 "팔레스타인"이라는 명칭은 팔레스타인 독립선언을 인정하여 1988년 유엔에 의해 채택되었지만, 선포된 국가는 여전히 유엔 체계 내에서 공식적인 지위를 가지고 있지 않다.
1988년 선언 직후, 팔레스타인국은 아프리카와 아시아의 많은 개발도상국, 그리고 공산주의 및 비동맹 국가들로부터 인정받았다. 그러나 당시 미국은 외국원조법 및 기타 조치를 사용하여 다른 국가와 국제기구가 팔레스타인을 인정하는 것을 막으려 했다. 이러한 조치는 많은 경우에 성공했지만, 아랍 연맹과 이슬람 협력 기구 (OIC)는 즉시 팔레스타인에 대한 인정, 지지, 연대를 발표했으며, 팔레스타인은 두 포럼의 회원국으로 받아들여졌다.
1989년 2월 유엔 안전 보장 이사회에서 팔레스타인 해방기구 대표는 94개국이 새로운 팔레스타인국을 인정했다고 밝혔다. 이후 유엔과 관련된 여러 유엔 전문 기구에 국가로서 회원국이 되려고 시도했지만, 미국이 팔레스타인을 받아들이는 어떤 조직에도 자금 지원을 중단하겠다고 위협하면서 그 노력은 좌절되었다. 예를 들어, 같은 해 4월, 팔레스타인 해방기구는 세계보건기구에 국가로서 회원국 가입을 신청했지만, 미국이 팔레스타인이 가입될 경우 자금 지원을 철회하겠다고 통보한 후 결과가 나오지 않았다. 5월에는 이슬람 협력 기구 회원국 그룹이 팔레스타인 대표로 유네스코에 회원 가입 신청서를 제출했으며, 팔레스타인국을 인정한 총 91개국을 명시했다.

1989년 6월, 팔레스타인 해방기구는 1949년 제네바 협약 가입 서한을 스위스 정부에 제출했다. 그러나 수탁국인 스위스는 팔레스타인 국가 지위 문제가 국제 사회에서 해결되지 않았기 때문에 이 서한이 유효한 가입 문서인지 여부를 결정할 수 없다고 판단했다.
Due to the [uncertainty] within the international community as to the existence or the non-existence of a State of Palestine and as long as the issue has not been settled in an appropriate framework, the Swiss Government, in its capacity as depositary of the Geneva Conventions and their additional Protocols, is not in a position to decide whether this communication can be considered as an instrument of accession in the sense of the relevant provisions of the Conventions and their additional Protocols.
결과적으로, 1989년 11월, 아랍 연맹은 팔레스타인 해방기구를 독립 팔레스타인국의 정부로 공식 인정하는 유엔 총회 결의안을 제안했다. 그러나 미국이 투표가 진행될 경우 유엔에 대한 자금 지원을 중단하겠다고 다시 위협하자 초안은 폐기되었다. 아랍 국가들은 결의안을 강행하지 않기로 합의했지만, 미국이 유엔에 대한 재정 제재 위협을 다시 하지 않을 것을 약속할 것을 요구했다.
팔레스타인국에 대한 초기 인정 선언 중 다수는 모호한 용어로 표현되었다. 또한, 다른 국가들의 망설임이 반드시 이 국가들이 팔레스타인을 국가로 간주하지 않았다는 것을 의미하지는 않았다. 이로 인해 1988년에 선포된 국가를 공식적으로 인정한 국가의 수에 대한 혼란이 발생한 것으로 보인다. 과거에 보고된 수치는 자주 충돌하며, 130개에 달하는 수치가 자주 보였다. 2011년 7월, 하아레츠와의 인터뷰에서 팔레스타인 유엔 대사 리야드 만수르는 122개국이 공식적으로 팔레스타인을 인정했다고 주장했다. 같은 달 말, 팔레스타인 해방기구는 세계 각국 정부가 팔레스타인국을 인정해야 하는 이유에 대한 문서를 발표하고 이미 그렇게 한 122개국을 나열했다. 같은 해 9월 말까지 만수르는 그 수치가 139에 달했다고 주장했다.

### 이스라엘의 입장
제3차 중동 전쟁과 오슬로 협정 사이에는 어떤 이스라엘 정부도 팔레스타인국을 제안하지 않았다. 베냐민 네타냐후 총리의 제27차 이스라엘 정부는 라빈과 페레스의 이전 두 정부가 팔레스타인국의 "위험"을 현실화시켰다고 비난했으며, 그의 주요 정책 목표는 팔레스타인 자치 정부가 자치권을 넘어 발전하지 못하도록 하는 것이라고 밝혔다.
2003년 6월, 아리엘 샤론은 팔레스타인국 수립 가능성을 선언한 최초의 이스라엘 총리가 되었다. 샤론은 "조건이 허락한다면 임시 국경을 가진 팔레스타인국 수립 가능성"에 대해 언급하며, 임시 팔레스타인국은 "완전히 비군사화되고, 이 국가는 팔레스타인 디아스포라의 고향이 될 것이며 팔레스타인 난민은 이스라엘 영토에 진입할 수 없을 것"이라고 주장했다.
에후드 올메르트가 이끄는 정부도 같은 목표를 반복했다. 2009년 네타냐후 정부 출범 이후, 정부는 다시 팔레스타인국이 이스라엘에 위험을 초래한다고 주장했다. 그러나 버락 오바마 행정부의 미국의 압력으로 정부의 입장이 바뀌었고, 2009년 6월 14일, 베냐민 네타냐후는 처음으로 비무장 및 영토가 축소된 팔레스타인국 개념을 지지하는 연설을 했다. 이 입장은 장차 팔레스타인국에 양도될 영토에 대한 구체적인 언급이 부족하다는 비판을 받았다. 네타냐후는 2023년 2월 "그들이 스스로를 통치하는 데 필요한 모든 권한을 갖는 것을 기꺼이 허용할 것이지만, 우리를 위협할 수 있는 어떤 권한도 허용하지 않을 것이며, 이는 이스라엘이 압도적인 안보 책임을 져야 한다는 것을 의미한다"고 말했다.
이스라엘은 이스라엘 군사 전문가들이 전략적으로 방어 불가능하다고 주장하는 1967년 국경을 받아들이기를 거부했다. 또한 양측이 일방적인 조치를 취하지 않기로 합의한 오슬로 협정을 존중하지 않는다고 주장하며, 유엔 총회에 국가 지위 문제로 접근하려는 팔레스타인의 계획에 반대한다.

## 국제적 승인을 위한 노력

### 유엔 회원국 신청

2024 유엔 안전 보장 이사회 회원국 투표 결과:

이스라엘과의 협상이 2년간 교착 상태에 빠지자 팔레스타인 자치정부는 동예루살렘을 수도로 하여 제3차 중동 전쟁 이전 국경 내에 있는 팔레스타인 국가에 대한 인정을 얻기 위한 외교적 캠페인을 시작했다. 2009년 말에 시작된 이 노력은 2011년 9월 마흐무드 압바스 팔레스타인 대통령이 팔레스타인을 회원국으로 받아들여달라는 신청서를 유엔에 제출하면서 널리 주목받았다. 이는 팔레스타인 국가에 대한 집단적 인정으로, 팔레스타인 정부가 국제법원에서 다른 국가들에 대한 법적 청구를 제기할 수 있게 해줄 것이었다.
국가가 유엔 총회 회원국이 되려면 유엔 안전 보장 이사회의 사전 입학 권고와 유엔 회원국 3분의 2의 지지를 받아야 한다. 이를 위해서는 안전 보장 이사회 5개 상임이사국 중 어느 한 곳도 거부권을 행사하지 않아야 한다. 미국의 거부권 행사 가능성에 대비해 팔레스타인 지도자들은 대신 "비회원 국가" 지위로의 제한적인 격상을 선택할 수 있다고 시사했으며, 이는 총회에서 단순 과반수만으로도 가능하지만 팔레스타인인들이 원하는 인정을 제공할 수 있다.
"팔레스타인 194"라는 별칭이 붙은 이 캠페인은 2011년 5월 아랍 연맹의 지지를 받았고, 6월 26일 팔레스타인 해방기구에 의해 공식적으로 확인되었다. 이 결정은 이스라엘 정부에 의해 일방적인 조치로 규정되었으나, 팔레스타인 정부는 현재의 교착 상태를 극복하는 데 필수적이라고 맞섰다. 독일과 캐나다 등 다른 여러 국가들도 이 결정을 비난하며 신속한 협상 복귀를 촉구했다. 그러나 노르웨이와 러시아 등 많은 국가들은 이 계획을 지지했으며, 반기문 사무총장은 "유엔 회원국들은 팔레스타인 국가 승인에 대해 찬성 또는 반대표를 던질 권리가 있다"고 밝혔다.

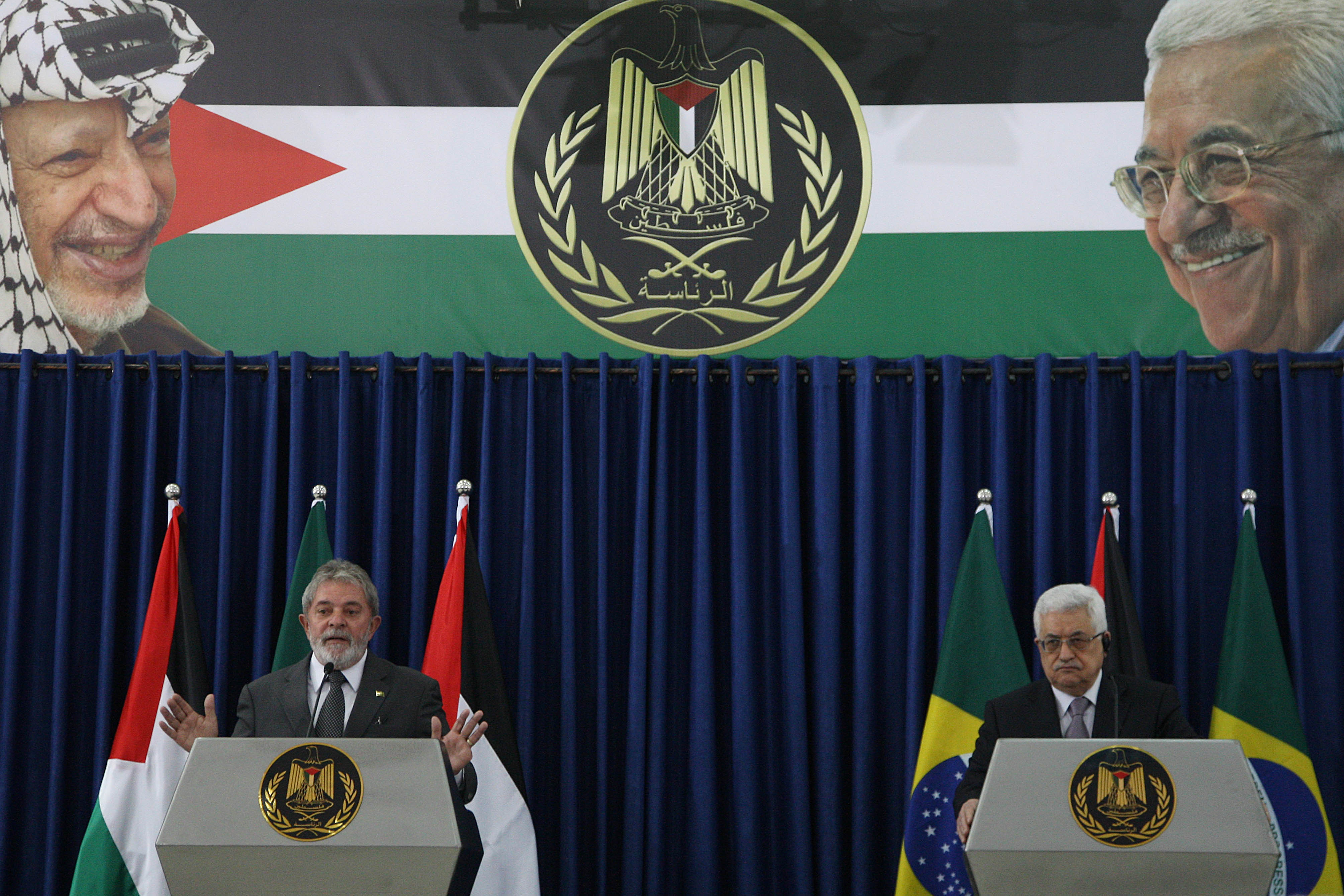
루이스 이나시우 룰라 다 시우바 브라질 대통령은 2010년 12월 팔레스타인 국가를 공식적으로 인정했다.

남아메리카 국가들의 잇따른 지지에 힘입어 2011년 초 유엔 회원국 가입 지지 외교 노력이 탄력을 받았다. 야세르 아베드 라보, 리야드 알말키, 사에브 에레카트, 나빌 샤트, 리야드 만수르가 이끄는 고위급 대표단은 여러 국가를 방문했다. 팔레스타인 대사들은 다른 아랍 국가들의 도움을 받아 자신들이 파견된 정부들의 지지를 확보하는 임무를 맡았다. 투표를 앞두고 러시아, 중국, 스페인은 팔레스타인 가입을 공개적으로 지지했으며, 아프리카 연합과 비동맹 운동과 같은 정부 간 국제기구들도 지지를 표명했다.
이스라엘은 이 계획에 맞서기 위한 조치를 취했고, 독일, 이탈리아, 캐나다, 미국은 공개적으로 결의안에 반대표를 던지겠다고 발표했다. 이스라엘과 미국 외교관들은 투표에 반대하거나 기권하도록 여러 국가에 압력을 가하는 캠페인을 시작했다. 그러나 팔레스타인이 유엔 총회에서 누리는 "자동적 다수" 때문에 네타냐후 행정부는 결의안이 통과될 경우 이를 막지 못할 것으로 예상했다. 8월, 하아레츠는 이스라엘 유엔 대사 론 프로소르가 이스라엘이 9월까지 총회 결의안을 막을 수 없을 것이라고 말했다고 인용했다. 프로소르 대사는 "우리가 얻을 수 있는 최대치는 투표 시 기권하거나 불참하는 국가 그룹을 확보하는 것"이라고 쓰고 "단지 몇몇 국가만이 팔레스타인 이니셔티브에 반대표를 던질 것"이라고 덧붙였다.
대신 이스라엘 정부는 투표의 영향력을 줄이기 위해 주요 민주주의 강대국들의 "도덕적 다수"를 확보하는 데 집중했다. 아직 발표되지 않은 유럽 연합의 입장에 상당한 비중이 실렸다. EU 외교 정책 수장 캐서린 애슈턴은 결의안의 문구에 따라 달라질 가능성이 높다고 밝혔다. 8월 말, 이스라엘 국방장관 에후드 바라크는 "모든 당사자들이 전제 조건 없이 신속한 협상 복귀를 강조하는 문구를 내놓는 것이 매우 중요하다"고 말했다.
이스라엘과 미국의 노력은 또한 팔레스타인 지도부가 계획을 포기하고 협상에 복귀하도록 압력을 가하는 데 집중되었다. 미국에서는 의회가 팔레스타인 국가의 협상 없는 인정을 비난하고, 협상 없이 선언된 팔레스타인 국가를 인정하는 어떠한 결의안에도 오바마 행정부가 거부권을 행사할 것을 촉구하는 법안을 통과시켰다. 비슷한 법안이 상원에서도 통과되었는데, 이 법안은 요르단강 서안 지구에 대한 원조 중단을 위협하기도 했다. 8월 말, 또 다른 의회 법안이 제출되었는데, 이는 유엔 내 팔레스타인 회원국 가입을 지지하는 유엔 기관에 대한 미국 정부의 자금 지원을 차단할 것을 제안한다. 유엔 주재 미국 대사 수전 라이스와 예루살렘 주재 총영사 대니얼 루빈스타인을 포함한 몇몇 고위 미국 관리들도 비슷한 위협을 가했다. 같은 달, 이스라엘 재무부가 팔레스타인 자치정부에 대한 월별 지불을 중단하고 있다고 보도되었다. 아비그도르 리베르만 외무장관은 팔레스타인이 일방적인 조치를 취할 경우 이스라엘은 오슬로 협정을 무효화하고 팔레스타인 자치정부와의 관계를 단절할 것이라고 경고했다.

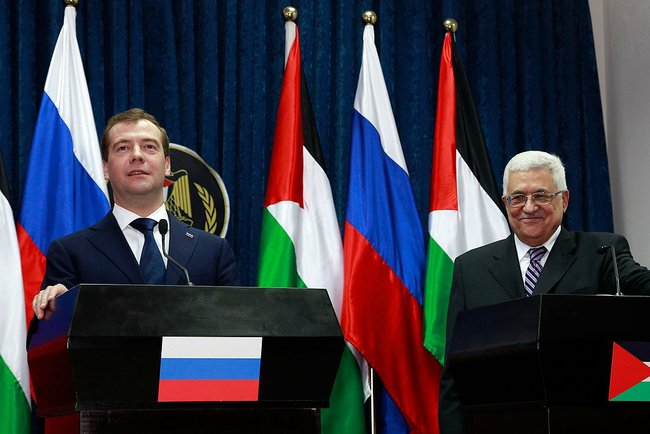
드미트리 메드베데프 러시아 대통령은 2011년 1월 팔레스타인 국가에 대한 지지를 재확인했다.

2011년 7월 11일, 쿼텟은 협상 복귀를 논의하기 위해 회의를 열었으나 아무런 결과도 내지 못했다. 마흐무드 압바스 대통령은 이스라엘이 1967년 국경에 동의하고 정착촌 확대를 중단하면 신청을 보류하고 협상에 복귀할 것이라고 주장했다.
팔레스타인 자치정부의 캠페인은 풀뿌리 운동의 지지 수준이 높아졌다. 아바즈는 모든 유엔 회원국에 팔레스타인 가입을 지지할 것을 촉구하는 온라인 청원을 시작했는데, 첫 4일 만에 50만 건의 전자 서명을 받았다고 보고되었다. 원보이스 팔레스타인은 팔레스타인 시민들의 참여와 지지를 얻기 위해 지역 뉴스 기관과 협력하여 국내 캠페인을 시작했다. 해외에서는 여러 국가에서 결의안에 찬성표를 던질 것을 정부에 요구하는 캠페인이 시작되었다. 9월 7일, "팔레스타인: 194번째 국가"라는 표어 아래 팔레스타인 활동가 그룹이 라말라에 있는 유엔 사무실 밖에서 시위를 벌였다. 시위 중, 그들은 반기문 사무총장에게 "팔레스타인 국민의 정당한 요구를 달성하기 위해 가능한 모든 노력을 기울여 달라"는 내용의 서한을 사무실에 제출했다. 다음날 반 사무총장은 기자들에게 "나는 팔레스타인 국가의 독립, 주권 국가를 지지한다. 이는 오래전부터 지연되어 왔다"고 말하면서도 "국가 인정은 회원국들이 결정할 문제"라고 덧붙였다.
다른 유엔 기관들도 이전에 팔레스타인 국가의 출범에 대한 준비를 표명했다. 2011년 4월, 유엔 중동 평화 프로세스 조정관은 팔레스타인 자치정부의 국가 건설 진행 상황에 대한 보고서를 발표하며 "행정 측면에서 독립 국가에 충분하다"고 설명했다. 이는 국제 통화 기금이 일주일 전에 발표한 비슷한 평가를 반영한 것이었다. 세계은행은 2010년 9월 보고서에서 팔레스타인 자치정부가 가까운 시일 내에 "국가를 수립할 준비가 잘 되어 있다"고 밝혔다. 그러나 보고서는 팔레스타인 경제의 민간 부문 성장이 촉진되지 않으면 팔레스타인 국가는 원조에 의존하게 될 것이라고 강조했다.

### 비회원 참관국 지위

유엔 참관국 지위 투표 결과:

2012년 9월 팔레스타인은 "참관 단체"에서 "비회원 참관국"으로 지위를 격상하기로 결정했다. 같은 해 11월 27일, 공식적으로 요청이 이루어졌으며 11월 29일 총회에서 표결에 부쳐질 예정이었고, 다수의 국가들의 지지를 받을 것으로 예상되었다. 팔레스타인에 "비회원 참관국 지위"를 부여하는 것 외에도, 결의안 초안은 "안전 보장 이사회가 2011년 9월 23일 팔레스타인국이 제출한 유엔 정회원국 가입 신청을 호의적으로 검토하기를 희망하며, 1967년 이전 국경을 기반으로 한 두 국가 해법을 지지하고, 양 당사자 간의 즉각적인 협상 재개의 필요성을 강조한다."라고 명시하고 있다.
2012년 11월 29일, 138대 9 (41개국 기권)로 유엔 총회 결의안 67/19가 통과되어 팔레스타인은 유엔 내에서 "비회원 참관국" 지위로 격상되었다. 새로운 지위는 팔레스타인의 지위를 성좌의 지위와 동등하게 만들었다. 이러한 지위 변경은 인디펜던트에 의해 "사실상 팔레스타인 주권 국가의 승인"으로 묘사되었다. "반대" 투표를 한 국가는 이스라엘, 캐나다, 체코, 마셜 제도, 미크로네시아 연방, 나우루, 팔라우, 파나마 및 미국이었다.
이 투표는 부분적으로 인정받는 팔레스타인과 그 시민들에게 중요한 이정표였던 반면, 이스라엘과 미국에게는 외교적 좌절이었다. 유엔에서의 참관국 지위는 팔레스타인이 조약과 유엔 전문 기구에 가입할 수 있도록 허용하고, 해양법 조약 및 국제형사재판소에 가입할 수 있도록 한다. 이는 팔레스타인이 유엔이 인정한 주권 국가로서 영해 및 영공에 대한 법적 권리를 추구할 수 있도록 하며, 팔레스타인 국민이 국제사법재판소에서 영토에 대한 주권을 주장하고, 국제형사재판소에서 팔레스타인 영토의 불법 점령을 포함한 "반인도적 범죄" 및 전쟁 범죄 혐의로 이스라엘을 기소할 수 있도록 한다.
유엔은 결의안이 통과된 후 팔레스타인이 유엔 대표부를 '팔레스타인국"의 유엔 상임 참관단이라고 명명하는 것을 허용했으며, 이는 유엔의 실질적인 팔레스타인 주권이 인정된 것을 반영한 결과로 간주된다. 이후 팔레스타인은 우표, 공식 문서 및 여권에 따라 이름을 다시 지정하기 시작했다. 팔레스타인 당국은 외교관들에게 "팔레스타인국"이 공식적인 명칭임을 알렸고, 외교관들은 이를 따랐다. 또한, 2012년 12월 17일, 유엔 의전장 윤여철은 "사무국은 모든 유엔 공식 문서에서 '팔레스타인국'이라는 명칭을 사용해야 한다"고 결정하여, "팔레스타인국"을 팔레스타인 국가의 공식 명칭으로 인정했다. 2013년 9월 26일 유엔에서 마흐무드 압바스는 연단에 올라 총회에 연설하기 위해 국가원수들을 위해 마련된 베이지색 의자에 앉을 권리를 부여받았다.

### 유엔 내 자격 확대
팔레스타인 정부는 이스라엘-하마스 전쟁 중인 2024년에 유엔 정식 회원국 자격을 확보하려는 노력을 부활시켰으며, 유엔 안전 보장 이사회는 4월에 해당 주제에 대한 투표를 진행했다. 찬성 12표, 기권 2표, 반대 1표로 투표가 진행되었지만, 미국이 거부권을 행사하여 통과되지 못했다.
2024년 5월 10일, 유엔 총회 결의안 ES-10/23은 팔레스타인이 유엔 회원국 자격 요건을 충족함을 인정하고, 유엔 안전 보장 이사회에 팔레스타인의 회원국 승인을 재고할 것을 요청하는 결의안을 통과시켰다. 또한 팔레스타인에 회원국과 함께 착석할 권리, 제안 및 의제 항목을 제출할 권리, 위원회에 참여할 권리 등 유엔에서 추가 권리를 부여했지만, 투표권은 부여하지 않았다.

## 국가 목록

### 외교적 승인

#### 유엔 회원국
2025년 3월 기준, 193개 유엔 회원국 중 147개국이 팔레스타인을 승인했다. 프랑스는 2025년 9월에 팔레스타인을 국가로 인정할 계획이다.
| 이름                   | 승인 날짜        | 외교 관계 | 관련 회원 자격, 추가 세부 정보 |
| ---------------------- | ---------------- | --------- | --- |
| 알제리                 | 1988년 11월 15일 | 예        | 아랍 연맹, 아프리카 연합(AU), 이슬람 협력 기구; 알제리-팔레스타인 관계 |
| 바레인                 | 1988년 11월 15일 | 예        | 아랍 연맹, GCC, 이슬람 협력 기구; 바레인-팔레스타인 관계 추가 세부 정보바레인국이 승인했다. |
| 인도네시아             | 1988년 11월 15일 | 예        | ASEAN, 브릭스, G20, 이슬람 협력 기구; 인도네시아-팔레스타인 관계 |
| 이라크                 | 1988년 11월 15일 | 예        | 아랍 연맹, 이슬람 협력 기구; 이라크-팔레스타인 관계 추가 세부 정보바트주의 이라크 공화국이 승인했다. |
| 쿠웨이트               | 1988년 11월 15일 | 예        | 아랍 연맹, GCC, 이슬람 협력 기구; 쿠웨이트-팔레스타인 관계 |
| 리비아                 | 1988년 11월 15일 | 예        | 아랍 연맹, AU, 이슬람 협력 기구; 리비아-팔레스타인 관계 추가 세부 정보리비아 아랍 자마히리야가 승인했다. |
| 말레이시아             | 1988년 11월 15일 | 예        | ASEAN, 이슬람 협력 기구; 말레이시아-팔레스타인 관계 |
| 모리타니               | 1988년 11월 15일 | 예        | 아랍 연맹, AU, 이슬람 협력 기구 |
| 모로코                 | 1988년 11월 15일 | 예        | 아랍 연맹, AU, 이슬람 협력 기구; 모로코-팔레스타인 관계 |
| 소말리아               | 1988년 11월 15일 | 예        | 아랍 연맹, AU, 이슬람 협력 기구; 팔레스타인-소말리아 관계 추가 세부 정보소말리아 민주 공화국이 승인했다. |
| 튀니지                 | 1988년 11월 15일 | 예        | 아랍 연맹, AU, 이슬람 협력 기구; 팔레스타인-튀니지 관계 |
| 튀르키예               | 1988년 11월 15일 | 예        | G20, NATO, 이슬람 협력 기구, OTS; 팔레스타인-튀르키예 관계 |
| 예멘                   | 1988년 11월 15일 | 예        | 아랍 연맹, 이슬람 협력 기구; 팔레스타인-예멘 관계 추가 세부 정보남예멘과 예멘 아랍 공화국 양측이 예멘 통일 이전에 승인했다. 통일 직전 유엔 사무총장에게 보낸 공동 서한에서 북예멘과 남예멘 외교장관들은 "예멘 아랍 공화국 또는 예멘 인민민주공화국과 다른 국가 및 국제 기구 간에 국제법에 따라 1990년 5월 22일에 유효한 모든 조약 및 협정은 계속 유효하며, 1990년 5월 22일 현재 예멘 인민민주공화국과 예멘 아랍 공화국 및 다른 국가들 사이에 존재하는 국제 관계는 계속될 것"이라고 밝혔다.                                                                                                 |
| 아프가니스탄           | 1988년 11월 16일 | 예        | 이슬람 협력 기구, SAARC; 아프가니스탄-팔레스타인 관계 추가 세부 정보아프가니스탄 민주공화국이 승인했다. |
| 방글라데시             | 1988년 11월 16일 | 예        | 이슬람 협력 기구, SAARC; 방글라데시-팔레스타인 관계 |
| 쿠바                   | 1988년 11월 16일 | 예        | 쿠바-팔레스타인 관계 |
| 요르단                 | 1988년 11월 16일 | 예        | 아랍 연맹, 이슬람 협력 기구; 요르단-팔레스타인 관계 |
| 마다가스카르           | 1988년 11월 16일 | 아니요    | AU 추가 세부 정보마다가스카르 민주공화국이 승인했다. |
| 니카라과               | 1988년 11월 16일 | 예        | — |
| 파키스탄               | 1988년 11월 16일 | 예        | 이슬람 협력 기구, SAARC; 파키스탄-팔레스타인 관계 |
| 카타르                 | 1988년 11월 16일 | 예        | 아랍 연맹, GCC, 이슬람 협력 기구; 팔레스타인-카타르 관계 |
| 사우디아라비아         | 1988년 11월 16일 | 예        | 아랍 연맹, G20, GCC, 이슬람 협력 기구; 팔레스타인-사우디아라비아 관계 |
| 아랍에미리트           | 1988년 11월 16일 | 예        | 아랍 연맹, BRICS, GCC, 이슬람 협력 기구; 팔레스타인-아랍에미리트 관계 |
| 세르비아               | 1988년 11월 16일 | 예        | —, 팔레스타인-세르비아 관계 추가 세부 정보유고슬라비아 사회주의 연방공화국 (SFRY)이 승인했다. 유엔은 유고슬라비아 연방공화국 (이후 세르비아 몬테네그로로 이름 변경, 2006년 세르비아로 계승)을 SFRY의 후계자로 인정하지 않았지만, SFRY는 스스로 후계국임을 주장하며 SFRY가 수행한 모든 비준, 서명 및 승인을 준수할 것을 약속한다. |
| 잠비아                 | 1988년 11월 16일 | 예        | AU |
| 알바니아               | 1988년 11월 17일 | 예        | NATO, 이슬람 협력 기구; 알바니아-팔레스타인 관계 추가 세부 정보알바니아 사회주의 인민공화국이 승인했다. |
| 브루나이               | 1988년 11월 17일 | 예        | ASEAN, 이슬람 협력 기구; 브루나이-팔레스타인 관계 |
| 지부티                 | 1988년 11월 17일 | 예        | 아랍 연맹, AU, 이슬람 협력 기구; 지부티-팔레스타인 관계 |
| 모리셔스               | 1988년 11월 17일 | 예        | AU 추가 세부 정보모리셔스 (1968년-1992년)가 승인했다. |
| 수단                   | 1988년 11월 17일 | 예        | 아랍 연맹, AU, 이슬람 협력 기구; 팔레스타인-수단 관계 |
| 키프로스               | 1988년 11월 18일 | 예        | EU; 키프로스-팔레스타인 관계 추가 세부 정보2011년 1월, 키프로스 정부는 1988년 팔레스타인 국가에 대한 승인을 재확인했다. 정부는 또한 1967년 이후 국경 변경은 양국이 합의에 도달할 때까지 인정되지 않을 것이라고 덧붙였다. |
| 체코                   | 1988년 11월 18일 | 예        | EU, NATO; 추가 세부 정보체코슬로바키아는 1988년 11월 18일 팔레스타인을 공식적으로 승인했고 이 행위는 법적 후계국인 체코 공화국으로 이어졌다. 그러나 이미 2010년대에 체코 정부는 계속되는 승인에 의문을 제기하기 시작했으며, 팔레스타인 기관 중 어떤 것도 독립 국가의 기준을 충족하지 못한다고 주장했으며 미래에 팔레스타인 국가를 인정하는 것에 개방적이라고 밝혔다. 그럼에도 불구하고, 체코는 1988년의 승인을 공식적으로 철회한 적이 없으며, 2025년 현재 체코 정부와 팔레스타인은 외교 관계를 유지하고 있다.                                                                              |
| 슬로바키아             | 1988년 11월 18일 | 예        | EU, NATO; 팔레스타인-슬로바키아 관계 추가 세부 정보체코슬로바키아가 승인했다. 해체 후, 체코 공화국과 슬로바키아는 모두 관계를 유지했다. |
| 이집트                 | 1988년 11월 18일 | 예        | 아랍 연맹, AU, BRICS, 이슬람 협력 기구; 이집트-팔레스타인 관계 |
| 감비아                 | 1988년 11월 18일 | 예        | AU, 이슬람 협력 기구 |
| 인도                   | 1988년 11월 18일 | 예        | BRICS, G20, SAARC; 인도-팔레스타인 관계 |
| 나이지리아             | 1988년 11월 18일 | 예        | AU, 이슬람 협력 기구; 나이지리아-팔레스타인 관계 |
| 세이셸                 | 1988년 11월 18일 | 예        | AU |
| 스리랑카               | 1988년 11월 18일 | 예        | SAARC; 팔레스타인-스리랑카 관계 |
| 나미비아               | 1988년 11월 19일 | 예        | AU; 나미비아-팔레스타인 관계 추가 세부 정보나미비아는 유엔 옵서버 기구였을 때 팔레스타인국을 인정했던 남서아프리카 인민기구(SWAPO)에 의해 수립되었다. |
| 러시아                 | 1988년 11월 19일 | 예        | BRICS, CSTO, G20, 유엔 안전 보장 이사회 (상임); 팔레스타인-러시아 관계 추가 세부 정보소비에트 사회주의 공화국 연방으로 승인했다. 드미트리 메드베데프 대통령은 2011년 1월에 입장을 재확인했다. |
| 벨라루스               | 1988년 11월 19일 | 예        | CSTO; 벨라루스-팔레스타인 관계 추가 세부 정보벨로루시 소비에트 사회주의 공화국으로 승인했다. 벨라루스는 벨로루시 SSR의 법적 후계국이며 헌법에 "현재 헌법 발효 이전에 벨라루스 공화국 영토에 적용되던 법률, 법령 및 기타 행위는 벨라루스 공화국 헌법에 위배되지 않는 범위 내에서 특정 부분에 적용된다"고 명시되어 있다. |
| 우크라이나             | 1988년 11월 19일 | 예        | —; 팔레스타인-우크라이나 관계 추가 세부 정보우크라이나 소비에트 사회주의 공화국으로 승인했으며, 우크라이나는 이 공화국의 법적 후계국이다. 현대 공화국은 "우크라이나 헌법과 공화국의 이익에 상충되지 않는 소비에트 연방 사회주의 공화국 국제 협정에 따른 모든 권리 및 의무"를 계속해서 유지한다. |
| 베트남                 | 1988년 11월 19일 | 예        | ASEAN; 팔레스타인-베트남 관계 |
| 중화인민공화국         | 1988년 11월 20일 | 예        | BRICS, G20, 유엔 안전 보장 이사회 (상임); 중국-팔레스타인 관계 추가 세부 정보하나의 중국 원칙에 따라, 팔레스타인국은 또한 중화인민공화국을 중국 국가의 유일한 합법적 정부로 인정하며 대만에 있는 중화민국의 합법성을 인정하지 않는다. |
| 부르키나파소           | 1988년 11월 21일 | 예        | AU, 이슬람 협력 기구; 부르키나파소-팔레스타인 관계 |
| 코모로                 | 1988년 11월 21일 | 예        | 아랍 연맹, AU, 이슬람 협력 기구; 코모로-팔레스타인 관계 추가 세부 정보코모로 연방 이슬람 공화국이 승인했다. |
| 기니                   | 1988년 11월 21일 | 예        | AU, 이슬람 협력 기구 |
| 기니비사우             | 1988년 11월 21일 | 예        | AU, 이슬람 협력 기구 |
| 캄보디아               | 1988년 11월 21일 | 예        | ASEAN 추가 세부 정보현대 캄보디아의 전신인 캄푸치아 인민공화국이 승인했다. 국제적으로 인정받는 내전 경쟁국인 민주 캄푸치아는 3일 전에 승인을 발표했다. |
| 말리                   | 1988년 11월 21일 | 예        | AU, 이슬람 협력 기구 |
| 몽골                   | 1988년 11월 22일 | 예        | — 추가 세부 정보몽골 인민공화국이 승인했다. |
| 세네갈                 | 1988년 11월 22일 | 예        | AU, 이슬람 협력 기구 |
| 헝가리                 | 1988년 11월 23일 | 예        | EU, NATO; 헝가리-팔레스타인 관계 추가 세부 정보헝가리 인민공화국이 승인했다. |
| 카보베르데             | 1988년 11월 24일 | 예        | AU |
| 조선민주주의인민공화국 | 1988년 11월 24일 | 예        | —, 북한-팔레스타인 관계 |
| 니제르                 | 1988년 11월 24일 | 예        | AU, 이슬람 협력 기구 |
| 루마니아               | 1988년 11월 24일 | 예        | EU, NATO; 팔레스타인-루마니아 관계 추가 세부 정보루마니아 사회주의 공화국이 승인했다. |
| 탄자니아               | 1988년 11월 24일 | 예        | AU; 팔레스타인-탄자니아 관계 |
| 불가리아               | 1988년 11월 25일 | 예        | EU, NATO; 불가리아-팔레스타인 관계 추가 세부 정보불가리아 인민공화국이 승인했다. |
| 몰디브                 | 1988년 11월 28일 | 예        | 이슬람 협력 기구, SAARC; 몰디브-팔레스타인 관계 |
| 가나                   | 1988년 11월 29일 | 예        | AU |
| 토고                   | 1988년 11월 29일 | 예        | AU, 이슬람 협력 기구 |
| 짐바브웨               | 1988년 11월 29일 | 예        | AU; 팔레스타인-짐바브웨 관계 |
| 차드                   | 1988년 12월 1일  | 예        | AU, 이슬람 협력 기구 |
| 라오스                 | 1988년 12월 2일  | 예        | ASEAN |
| 시에라리온             | 1988년 12월 3일  | 예        | AU, 이슬람 협력 기구 |
| 우간다                 | 1988년 12월 3일  | 예        | AU, 이슬람 협력 기구 |
| 콩고 공화국            | 1988년 12월 5일  | 예        | AU 추가 세부 정보콩고 인민공화국이 승인했다. |
| 앙골라                 | 1988년 12월 6일  | 예        | AU 추가 세부 정보앙골라 인민공화국이 승인했다. |
| 모잠비크               | 1988년 12월 8일  | 예        | AU, 이슬람 협력 기구 추가 세부 정보모잠비크 인민공화국이 승인했다. |
| 상투메 프린시페        | 1988년 12월 10일 | 예        | AU |
| 가봉                   | 1988년 12월 12일 | 예        | AU, 이슬람 협력 기구 |
| 오만                   | 1988년 12월 13일 | 예        | 아랍 연맹, GCC, 이슬람 협력 기구; 오만-팔레스타인 관계 |
| 폴란드                 | 1988년 12월 14일 | 예        | EU, NATO; 팔레스타인-폴란드 관계 추가 세부 정보폴란드 인민공화국이 승인했다. |
| 콩고 민주 공화국       | 1988년 12월 18일 | 아니요    | AU 추가 세부 정보자이르 공화국이 승인했으며, 1997년 모부투 세세 세코가 축출된 후 제1차 콩고 전쟁 중에 콩고 민주 공화국이 그 뒤를 이었다. |
| 보츠와나               | 1988년 12월 19일 | 예        | AU |
| 네팔                   | 1988년 12월 19일 | 아니요    | SAARC 추가 세부 정보네팔 왕국이 승인했다. |
| 부룬디                 | 1988년 12월 22일 | 아니요    | AU |
| 중앙아프리카 공화국    | 1988년 12월 23일 | 아니요    | AU |
| 부탄                   | 1988년 12월 25일 | 아니요    | SAARC |
| 르완다                 | 1989년 1월 2일   | 아니요    | AU |
| 에티오피아             | 1989년 2월 4일   | 예        | AU, BRICS; 에티오피아-팔레스타인 관계 추가 세부 정보에티오피아 인민민주공화국이 승인했다. |
| 이란                   | 1989년 2월 4일   | 예        | BRICS, 이슬람 협력 기구; 이란-팔레스타인 관계 추가 세부 정보일부 문서에서는 이란의 승인 날짜를 1988년 2월 4일로 기재하고 있지만, 이는 1988년 11월 15일 PLO의 독립 선언보다 이전이다. |
| 베냉                   | 1989년 5월 12일  | 예        | AU, 이슬람 협력 기구 추가 세부 정보베냉 인민공화국이 승인했다. |
| 케냐                   | 1989년 5월 12일  | 예        | AU; 케냐-팔레스타인 관계 |
| 적도 기니              | 1989년 5월       | 예        | AU |
| 바누아투               | 1989년 8월 21일  | 예        | MSG, PIF |
| 필리핀                 | 1989년 9월 4일   | 예        | ASEAN; 필리핀-팔레스타인 관계 |
| 에스와티니             | 1991년 7월 1일   | 예        | AU 추가 세부 정보스와질란드 시절에 승인했다. |
| 카자흐스탄             | 1992년 4월 6일   | 예        | CSTO, 이슬람 협력 기구, OTS; 카자흐스탄-팔레스타인 관계 |
| 아제르바이잔           | 1992년 4월 15일  | 예        | 이슬람 협력 기구, OTS; 아제르바이잔-팔레스타인 관계 |
| 투르크메니스탄         | 1992년 4월 17일  | 예        | 이슬람 협력 기구 |
| 조지아                 | 1992년 4월 25일  | 예        | —; 조지아-팔레스타인 관계 |
| 보스니아 헤르체고비나  | 1992년 5월 27일  | 예        | 보스니아 헤르체고비나-팔레스타인 관계 추가 세부 정보보스니아 헤르체고비나 공화국이 승인했다. |
| 타지키스탄             | 1994년 4월 2일   | 예        | CSTO, 이슬람 협력 기구 |
| 우즈베키스탄           | 1994년 9월 25일  | 예        | 이슬람 협력 기구, OTS |
| 파푸아뉴기니           | 1994년 10월 4일  | 예        | MSG, PIF |
| 남아프리카 공화국      | 1995년 2월 15일  | 예        | AU, BRICS, G20; 팔레스타인-남아프리카 공화국 관계 |
| 키르기스스탄           | 1995년 11월      | 예        | CSTO, 이슬람 협력 기구, OTS; 키르기스스탄-팔레스타인 관계 |
| 말라위                 | 1998년 10월 23일 | 예        | AU |
| 동티모르               | 2004년 3월 1일   | 예        | — |
| 파라과이               | 2005년 3월 25일  | 예        | 메르코수르, OAS 추가 세부 정보2011년 1월 28일, 파라과이 외교부는 팔레스타인국에 대한 정부의 승인을 서면으로 재확인하는 성명을 발표했다. 성명은 2005년 양국 정부 간의 외교 관계 수립이 상호 승인을 의미한다고 지적했다. |
| 몬테네그로             | 2006년 7월 24일  | 예        | NATO; 몬테네그로-팔레스타인 관계 |
| 코스타리카             | 2008년 2월 5일   | 예        | OAS |
| 레바논                 | 2008년 11월 30일 | 예        | 아랍 연맹, 이슬람 협력 기구; 레바논-팔레스타인 관계 추가 세부 정보제1차 공식 승인 날짜이다. 1989년 5월 팔레스타인의 유네스코 신청서에는 레바논이 팔레스타인국을 승인한 것으로 기재되어 있지만, 날짜는 명시되어 있지 않았다. 이 명단은 레바논의 반대 없이 제출되었지만, 이후 자료에 따르면 공식 승인은 2008년까지 이루어지지 않았다. 당시 레바논 내각은 팔레스타인국과의 완전한 외교 관계 수립을 승인했지만, 언제 이를 시행할지는 날짜를 정하지 않았다. 2011년 8월 11일, 내각은 이전 결정을 이행하기로 합의했고, 압바스는 8월 16일 베이루트에 팔레스타인 정부 대사관을 공식적으로 개관했다. |
| 코트디부아르           | 2008년 12월 1일  | 예        | AU, 이슬람 협력 기구 |
| 베네수엘라             | 2009년 4월 27일  | 예        | —, 팔레스타인-베네수엘라 관계 |
| 도미니카 공화국        | 2009년 7월 15일  | 예        | OAS |
| 브라질                 | 2010년 12월 1일  | 예        | BRICS, G20, 메르코수르, OAS; 브라질-팔레스타인 관계 |
| 아르헨티나             | 2010년 12월 6일  | 예        | G20, 메르코수르, OAS; 아르헨티나-팔레스타인 관계 |
| 볼리비아               | 2010년 12월 17일 | 예        | 메르코수르, OAS; 볼리비아-팔레스타인 관계 |
| 에콰도르               | 2010년 12월 24일 | 예        | OAS; 에콰도르-팔레스타인 관계 |
| 칠레                   | 2011년 1월 7일   | 예        | OAS; 칠레-팔레스타인 관계 |
| 가이아나               | 2011년 1월 13일  | 예        | CARICOM, OAS, 이슬람 협력 기구 |
| 페루                   | 2011년 1월 24일  | 예        | OAS; 팔레스타인-페루 관계 |
| 수리남                 | 2011년 1월 26일  | 아니요    | CARICOM, OAS, 이슬람 협력 기구 |
| 우루과이               | 2011년 3월 15일  | 예        | 메르코수르, OAS; 팔레스타인-우루과이 관계 |
| 레소토                 | 2011년 5월 3일   | 예        | AU |
| 남수단                 | 2011년 7월 14일  | 예        | AU |
| 시리아                 | 2011년 7월 18일  | 예        | 아랍 연맹, 이슬람 협력 기구; 팔레스타인-시리아 관계 추가 세부 정보바트주의 시리아가 승인했다. |
| 라이베리아             | 2011년 7월 19일  | 아니요    | AU |
| 엘살바도르             | 2011년 8월 25일  | 예        | OAS; 엘살바도르-팔레스타인 관계 |
| 온두라스               | 2011년 8월 26일  | 예        | OAS; 온두라스-팔레스타인 관계 |
| 세인트빈센트 그레나딘  | 2011년 8월 29일  | 예        | CARICOM, OAS |
| 벨리즈                 | 2011년 9월 9일   | 예        | CARICOM, OAS |
| 도미니카 연방          | 2011년 9월 19일  | 예        | CARICOM, OAS |
| 앤티가 바부다          | 2011년 9월 22일  | 예        | CARICOM, OAS |
| 그레나다               | 2011년 9월 25일  | 예        | CARICOM, OAS |
| 아이슬란드             | 2011년 12월 15일 | 예        | EFTA, NATO; 아이슬란드-팔레스타인 관계 |
| 태국                   | 2012년 1월 18일  | 예        | ASEAN; 팔레스타인-태국 관계 |
| 과테말라               | 2013년 4월 9일   | 아니요    | OAS |
| 아이티                 | 2013년 9월 27일  | 예        | CARICOM, OAS |
| 스웨덴                 | 2014년 10월 30일 | 예        | EU, NATO; 팔레스타인-스웨덴 관계 |
| 세인트루시아           | 2015년 9월 14일  | 예        | CARICOM, OAS |
| 콜롬비아               | 2018년 8월 3일   | 예        | OAS |
| 세인트키츠 네비스      | 2019년 7월 29일  | 예        | CARICOM, OAS |
| 바베이도스             | 2024년 4월 19일  | 예        | CARICOM, OAS |
| 자메이카               | 2024년 4월 22일  | 아니요    | CARICOM, OAS |
| 트리니다드 토바고      | 2024년 5월 2일   | 예        | CARICOM, OAS |
| 바하마                 | 2024년 5월 7일   | 아니요    | CARICOM, OAS |
| 아일랜드               | 2024년 5월 28일  | 예        | EU; 아일랜드-팔레스타인 관계 |
| 노르웨이               | 2024년 5월 28일  | 예        | EFTA, NATO; 노르웨이-팔레스타인 관계 |
| 스페인                 | 2024년 5월 28일  | 예        | EU, NATO; 팔레스타인-스페인 관계 |
| 슬로베니아             | 2024년 6월 4일   | 예        | EU, NATO |
| 아르메니아             | 2024년 6월 21일  | 예        | CSTO; 아르메니아-팔레스타인 관계 |
| 멕시코                 | 2025년 2월 5일   | 예        | G20, OAS; 멕시코-팔레스타인 관계 추가 세부 정보유엔이 회람한 문서에서 멕시코는 2023년 6월 2일 팔레스타인을 인정했다고 기재되어 있지만, 멕시코 대통령 클라우디아 셰인바움이 이스라엘과 팔레스타인 모두를 국가로 인정한다고 확인한 것은 2025년 2월 5일이 되어서였다. |

#### 비유엔 회원국
| 이름                    | 승인 날짜        | 외교 관계 | 관련 회원 자격, 추가 세부 정보 |
| ----------------------- | ---------------- | --------- | ------------------------------ |
| 사하라 아랍 민주 공화국 | 1988년 11월 15일 | 아니요    | AU                             |
| 바티칸 시국             | 2013년 2월       | 예        | —; 팔레스타인-바티칸 시국 관계 |

#### 향후 외교적 승인
| 이름           | 예정된 승인 날짜 | 관계   | 추가 세부 정보                 |
| -------------- | ---------------- | ------ | ------------------------------ |
| 프랑스         | 2025년 9월       | 예     | 팔레스타인-프랑스 관계         |
| 오스트레일리아 | 2025년 9월       | 예     | 오스트레일리아–팔레스타인 관계 |
| 몰타           | 2025년 9월       | 예     | 몰타–팔레스타인 관계           |
| 산마리노       | 2025년           | 아니오 | 2025년 7월 29일 점진적 승인    |

### 외교 승인 없음

#### 유엔 회원국
| 이름         | 공식 입장 | 관계   | 관련 회원국                                                                                         |
| ------------ | --- | ------ | --------------------------------------------------------------------------------------------------- |
| 안도라       | 2011년 1월, 안도라는 팔레스타인인의 자결권을 보장하는 결의안 초안을 공동 후원했다. 2011년 9월, 팔레스타인의 유엔 옵서버 지위 부여 결의안을 지지했다. 2024년 6월, 이마 토르 파우스 외교부 장관은 안도라가 "합법적이고 강력한 권한"이 부족한 팔레스타인 국가를 인정할 의도가 없다고 밝혔다. | 아니요 | |
| 오스트리아   | 오스트리아는 1978년 12월 13일 브루노 크라이스키 당시 총리 하에 빈 주재 팔레스타인 해방기구 대표부에 완전한 외교 지위를 부여했다. 2011년 6월, 미하엘 슈핀델레거 외교부 장관은 오스트리아가 "팔레스타인 국가의 유엔 승인을 지지할지 여부를 아직 결정하지 않았다"며, 이 문제에 대한 유럽 연합의 공동 접근을 기다리는 것이 좋다고 덧붙였다. 그는 "마지막 순간에 결정할 것이다. 왜냐하면 아직 [양 당사자에게] 중동 평화 과정을 다시 궤도에 올릴 기회를 줄 수 있기 때문이다"라고 말했다. 슈핀델레거는 또한 유럽 연합이 결의안의 자체 버전을 초안해야 한다고 제안했다. Further details팔레스타인의 유네스코 가입 신청서 부록 II에 오스트리아는 1988년 12월 14일에 승인한 것으로 처음 기재되었다. 그러나 신청 국가들(알제리, 인도네시아, 모리타니, 나이지리아, 세네갈, 예멘)은 나중에 오스트리아를 목록에서 삭제할 것을 요청했다. | 예     | 유럽 연합, 태평양 제도 포럼; 오스트리아–팔레스타인 관계                                             |
| 벨기에       | 팔레스타인 국가 건설 문제에 대해 벨기에는 유럽 연합 내 공동 입장을 지지한다. 2011년, 이브 르테름 총리는 유럽의 합의를 촉구했으며, 벨기에 상원은 정부에 1967년 이전 국경을 가진 팔레스타인 국가를 인정할 것을 촉구했다. 벨기에 하원은 2015년 2월 5일 유사한 입장을 채택했다. 좌익 야당은 팔레스타인의 무조건적인 승인을 요구했다. 이러한 선언에도 불구하고 벨기에는 아직 팔레스타인 국가를 인정하지 않았다. 2024년 5월, 하드자 라비브 외교부 장관은 승인 문제가 논의 대상이 아니지만 현재로서는 부여되지 않을 것이라고 밝혔으며, 알렉산더르 더크로 총리는 승인이 "상징적"이며 "현장에서 아무런 영향도 미치지 않을 것"이라고 강조했다. | 예     | 유럽 연합, 북대서양 조약 기구; 벨기에–팔레스타인 관계                                               |
| 카메룬       | 카메룬은 공식적으로 두 국가 해법을 지지한다. 이슬람 협력 기구 회원국이지만, 폴 비야 대통령은 1980년대 중반부터 이스라엘과 강력한 관계를 발전시켰다. 이러한 우호적인 관계는 전통적으로 아랍 국가들과의 긴밀한 관계를 악화시켰고, 많은 아랍 국가들이 오랜 경제 개발 지원을 철회하고 비야에게 팔레스타인 이익을 지지할 것을 압박했다. 베냐민 네타냐후 이스라엘 총리는 비야에게 팔레스타인을 유엔 회원국으로 승인하는 결의안에 반대할 것을 요청했다. | 예     | 아프리카 연합, 이슬람 협력 기구                                                                     |
| 캐나다       | 캐나다는 주권적인 팔레스타인 국가의 창설을 지지하지만, "포괄적이고 정의로우며 지속적인 평화 협정"의 일환으로만 가능하다는 입장이다. 하퍼 정부(2006년–2015년)는 이스라엘의 확고한 지지자로 여겨졌다. 2011년 7월, 존 베어드 외교부 장관의 대변인은 "우리 정부의 오랜 입장은 변하지 않았다. 이 분쟁의 유일한 해결책은 양 당사자 간의 협상과 합의를 통한 것이다. ... 한 국가는 유대 국가여야 하고 그렇게 인정되어야 하며, 팔레스타인 국가는 비무장 국가여야 한다"고 밝혔다. | 예     | G7, G20, 북대서양 조약 기구, 아메리카 국가 기구                                                     |
| 크로아티아   | 크로아티아는 2011년 3월 31일 팔레스타인 해방기구와 공식 관계를 수립했다. 야드란카 코소르 전 크로아티아 총리는 2011년 자신의 정부가 이스라엘과 팔레스타인의 두 독립 국가로서의 공존을 지지한다고 밝혔다. 그러나 크로아티아는 팔레스타인의 유엔 비회원 옵서버 국가 지위 격상 및 유네스코 가입에 대한 투표 시 기권했다. 베스나 푸시치 전 크로아티아 외교부 장관은 2014년 10월 24일 "크로아티아가 곧 팔레스타인을 인정할 가능성이 높다"고 밝혔다. 크로아티아 정부는 미국에 대한 약속과 크로아티아가 2013년부터 회원국인 유럽 연합의 중앙 본부에 대한 약속으로 팔레스타인보다 이스라엘을 선호하는 경향이 있다. 크로아티아는 팔레스타인을 인정하면 유럽 연합과의 입장과 미국과의 관계를 어렵게 만들 것이며, 중동 상황이 복잡하기 때문에 이스라엘이 결국 점령지에서 철수하더라도 평화와 유대 국가의 지속적인 존재가 보장되지 않을 것이라고 생각한다. | 예     | 유럽 연합, 북대서양 조약 기구                                                                       |
| 덴마크       | 레네 에스페르센 덴마크 외교부 장관은 2011년 3월 9일 마흐무드 압바스를 만나 이스라엘과의 협상 재개를 설득했다. 에스페르센은 또한 팔레스타인 국가 발전에 대한 덴마크의 지원을 확대했다. 2011년 2011년 덴마크 총선을 앞둔 선거 운동 기간 동안, 가장 큰 야당은 덴마크가 팔레스타인 국가를 인정해야 한다고 주장했다. 그러나 레네 에스페르센 외교부 장관은 그러한 일방적인 결정이 "유익한 것보다 더 부정적인" 결과를 초래할 수 있다고 경고하며, 유럽 연합과의 정책 조율의 필요성을 강조했다. 2014년 12월, 덴마크 의회에서 팔레스타인을 국가로 인정할 것을 촉구하는 법안이 부결되었다. 2025년 7월, 라르스 뢰케 라스무센 외교부 장관은 프랑스의 팔레스타인 승인 계획에 대해 덴마크는 협상을 통한 두 국가 해법이나 유럽 연합의 공동 노력을 통한 승인을 선호한다고 밝혔다. | 예     | 유럽 연합, 북대서양 조약 기구; 덴마크–팔레스타인 관계                                               |
| 에리트레아   | 에리트레아는 카메룬과 함께 팔레스타인을 인정하지 않는 두 아프리카 국가 중 하나이다. 2010년 10월, 이사이아스 아페웨르키 대통령은 "이스라엘은 정부가 필요하며, 우리는 이를 존중해야 한다. 팔레스타인인도 존엄한 삶을 살아야 하지만, 요르단강 서안 지구나 가자 지구가 될 수는 없다. 두 국가 해법은 작동하지 않을 것이다. 그것은 사람들을 속이는 것에 불과하다. 이스라엘인과 팔레스타인인이 같은 국가에서 사는 일은 여러 이유로 결코 일어나지 않을 것이다. 작동할 수 있는 한 가지 선택지는 트란스요르단이다. 이스라엘은 평화를 유지하고 팔레스타인인과 요르단인은 함께 모여 자신들의 국가를 만들 수 있다"고 밝혔다. 2011년 유엔 총회 연설에서 이사이아스는 "에리트레아는 팔레스타인 인민의 자결권과 독립적이고 주권적인 국가에 대한 오랜 지지를 재확인한다. 또한 국제적으로 인정되는 국경 내에서 평화롭고 안전하게 살 권리도 지지한다"고 밝혔다. 2012년 11월 29일, 에리트레아는 팔레스타인을 유엔 비회원 옵서버 국가로 지정하는 결의안에 찬성표를 던졌다. | 예     | 아프리카 연합                                                                                       |
| 에스토니아   | 2010년 6월 우르마스 파에트 장관은 리야드 알말리키와의 회담에서 양국 간 합의와 "팔레스타인의 자결권"을 승인한다고 밝혔다. 관계자들은 최종 결의안 문구가 발표될 때까지 유엔 신청에 대한 입장을 채택하지 않을 것이라고 밝혔다. | 예     | 유럽 연합, 북대서양 조약 기구                                                                       |
| 피지         | 피지의 이스라엘-팔레스타인 분쟁에 대한 정책은 주로 유엔 결의안에 기반한다. | 아니요 | 멜라네시아 창끝 그룹, 태평양 제도 포럼                                                              |
| 핀란드       | 핀란드는 분쟁에 대한 두 국가 해법을 지지한다. 2014년 10월, 사울리 니니스퇴 대통령은 핀란드가 팔레스타인 국가를 인정하는 스웨덴의 결정을 따르지 않을 것이라고 밝혔다. | 예     | 유럽 연합, 북대서양 조약 기구; 핀란드–팔레스타인 관계                                               |
| 독일         | 2011년 4월, 앙겔라 메르켈 총리는 팔레스타인의 승인 시도를 "일방적인 조치"라고 비난하며, 이스라엘의 사전 동의 없이는 독일이 팔레스타인 국가를 인정하지 않을 것이라고 명확히 밝혔다. "따라서 일방적인 승인은 이 목표 달성에 전혀 기여하지 않는다. ... 이것이 지금 우리의 입장이며 9월에도 우리의 입장일 것이다. 상호 인정이 필요하다. 그렇지 않으면 두 국가 해법이 아니다." 그녀는 또한 가능한 한 빨리 합의에 도달하려는 정부의 의지를 재확인했다. "우리는 두 국가 해법을 원한다. 우리는 팔레스타인 국가를 인정하고 싶다. 협상이 시작되도록 하자. 이것은 시급하다." Further details동독은 1988년 11월 18일 팔레스타인 국가를 인정했으나, 이후 독일 연방 공화국과 통일되었으며, 현 정부는 이를 인정하지 않는다. | 예     | 유럽 연합, G7, G20, 북대서양 조약 기구; 독일–팔레스타인 관계                                        |
| 그리스       | 카롤로스 파풀리아스 대통령은 그리스가 궁극적으로 이스라엘과 함께 팔레스타인 국가 건설을 지지한다고 밝혔다. 이전 정부들 하에서 그리스는 팔레스타인 대의명분의 확고한 지지자로서 명성을 얻었다. 더 넓은 아랍–이스라엘 분쟁 내에서 안드레아스 파판드레우는 유럽 공동체의 다른 어떤 정부보다 이스라엘에 대해 더 강력한 입장을 유지했다. 1981년 팔레스타인 해방기구와 외교 관계가 수립되었고, 이스라엘과의 관계는 1990년 콘스탄티노스 미초타키스 총리 하에 그리스가 이스라엘을 공식적으로 인정할 때까지 영사 수준으로만 유지되었다. 요르요스 파판드레우 (1952년) 하에 현재 외교 정책이 수립된 이후, 그리스는 이스라엘과의 관계가 급속히 개선되어, 언론에서는 그리스의 친팔레스타인 시대가 끝났다고 보도했다. 그러나 2015년 12월, 그리스 의회는 팔레스타인을 승인할 것을 정부에 요청하는 동의안에 찬성표를 던졌다. | 예     | 유럽 연합, 북대서양 조약 기구; 그리스–팔레스타인 관계                                               |
| 이스라엘     | 위 참조 | 예     | |
| 이탈리아     | 2011년 5월, 로마에서 열린 이스라엘 독립 기념 행사에서 당시 실비오 베를루스코니 총리는 이스라엘에 대한 이탈리아의 지지를 다짐했다. 6월, 그는 이스라엘-팔레스타인 분쟁의 어느 쪽에서도 일방적인 행동에 반대하는 이탈리아의 입장을 재확인하며, "평화는 오직 양측 간의 협상을 통한 공동의 노력으로만 달성될 수 있다"고 강조했다. 이러한 입장은 의원들도 공유했는데, 그들은 유엔에 "시기상조의 일방적인 팔레스타인 국가 선언은 ... 이스라엘-팔레스타인 평화 과정을 해결하기보다는 훼손할 것"이라고 명시한 서한을 작성했다. 그럼에도 불구하고, 동시에 이탈리아는 로마 주재 팔레스타인 대표단의 외교 지위를 공관으로 격상시켰고, 이는 다른 유럽 연합 국가들이 하던 것과 유사하게 대표단장에게 대사 지위를 부여했다. 또한 2011년 10월 31일, 이탈리아는 팔레스타인의 유네스코 가입 시도에 반대하지 않았고, 2012년 11월 29일에는 유엔 총회 결의안 67/19에 찬성표를 던져 팔레스타인에 유엔 비회원 옵서버 국가 지위를 부여했다. 이탈리아의 일방적인 행동에 대한 반대는 2017년 12월 21일 재확인되었는데, 미국이 이스라엘 주재 텔아비브 대사관을 예루살렘으로 옮기기로 결정한 후, 예루살렘의 지위에 관한 안전 보장 이사회 결의안을 모든 국가가 준수할 것을 촉구하는 유엔 결의안 초안에 찬성표를 던졌다. 2025년 7월, 조르자 멜로니 총리와 안토니오 타야니 외교부 장관은 이탈리아가 팔레스타인을 인정할 준비가 되어 있지 않으며 그러한 움직임은 역효과를 낼 수 있다고 밝혔다. | 예     | 유럽 연합, G7, G20, 북대서양 조약 기구; 이탈리아–팔레스타인 관계                                    |
| 일본         | 일본은 분쟁에 대한 두 국가 해법을 지지하며, 팔레스타인 국가 건설을 지지한다. 2007년 10월, 일본 법무부 관계자는 "팔레스타인 자치 정부가 거의 완전한 국가로 개선되었고 자체 여권을 발급하고 있음을 감안하여 우리는 팔레스타인 국적을 받아들이기로 결정했다"고 밝혔다. 일본 정부는 1967년 이전 국경을 가진 팔레스타인 국가를 위태롭게 하거나 이스라엘의 동예루살렘 병합을 초래하는 어떠한 행위도 인정하지 않을 것이라고 선언했다. 일본은 2012년 11월 팔레스타인에 유엔 비회원 옵서버 국가 지위를 부여하는 유엔 총회 결의안에 찬성표를 던졌으며, 그 이후로 이 나라를 "팔레스타인"이라고 부른다. 2024년 8월, 일본 관리는 자국이 승인을 고려 중이라고 밝혔다. | 예     | G7, G20; 일본–팔레스타인 관계                                                                       |
| 키리바시     | 2011년 9월 초 태평양 제도 포럼 정상회의에서 키리바시 외교부 장관은 팔레스타인 입장에 대한 지지를 표명한 것으로 알려졌다. | 아니요 | 태평양 제도 포럼                                                                                    |
| 라트비아     | 라트비아는 분쟁에 대한 두 국가 해법을 지지하며 팔레스타인 자치 정부에 개발 지원을 제공한다. | 예     | 유럽 연합, 북대서양 조약 기구                                                                       |
| 리히텐슈타인 | 리히텐슈타인은 대부분의 외교 업무를 스위스에 의존한다. 2011년 1월, 리히텐슈타인은 팔레스타인 인민의 자결권을 보장하는 결의안 초안을 공동 후원했으며, 이 권리는 실현 가능하고 완전한 주권 국가인 팔레스타인 국가를 달성하기 위해 행사되어야 한다고 밝혔다. | 아니요 | 유럽 자유 무역 연합                                                                                 |
| 리투아니아   | 다른 유럽 연합 국가들과 마찬가지로 리투아니아는 독립적인 팔레스타인 국가를 포함한 두 국가 해법을 지지한다. 아우드론유스 아쥐발리스 외교부 장관은 양측이 평화 회담을 재개하도록 장려하는 강력하고 만장일치의 유럽 입장을 촉구했다. | 예     | 유럽 연합, 북대서양 조약 기구; 리투아니아–팔레스타인 관계                                           |
| 룩셈부르크   | 2011년 3월 장 아셀보른 외교부 장관과의 인터뷰에서 더 예루살렘 포스트는 룩셈부르크가 유럽 연합에서 이스라엘에게 "가장 비우호적인" 국가 중 하나로 간주된다고 밝혔다. 팔레스타인의 9월 유엔 회원 가입 시도에 대한 유럽 연합 내 분열에 대응하여, 아셀보른은 팔레스타인 자치 정부에게 옵서버 지위 격상을 받아들이고 회원 가입을 요청하지 말 것을 촉구한 것으로 알려졌다. 그는 "우리는 팔레스타인인들이 아무것도 없이 이달 말 뉴욕을 떠나도록 내버려 둘 수 없다"고 주장했다. 그는 공동 입장 달성을 가로막는 특히 네 회원국의 입장을 언급했지만, 팔레스타인의 노력에 "반대할 수 없다"고 밝혔다. 그는 모든 유럽 연합 국가의 지지를 확보하는 것이 팔레스타인에게 큰 도덕적 이점이 될 것이라고 언급했다. 2019년 12월, 아셀보른은 유럽 연합 외교 정책 수장인 주제프 보렐에게 팔레스타인 국가 승인에 대한 논의를 촉구하는 서한을 보냈다. | 예     | 유럽 연합, 북대서양 조약 기구; 룩셈부르크–팔레스타인 관계                                           |
| 마셜 제도    | 마셜 제도는 미국과 마찬가지로 오랫동안 유엔에서 이스라엘의 긴밀한 투표 동맹국이었다. 2017년 12월, 마셜 제도는 미국과 이스라엘을 포함하여 미국의 예루살렘을 이스라엘의 수도로 인정하는 결정을 비난하는 유엔 총회 동의안에 반대표를 던진 9개 국가 중 하나였다. 또한 2020년 11월 팔레스타인 국가 건설에 대한 유엔 결의안 초안에 반대한 5개 국가(이스라엘, 미국, 미크로네시아, 나우루) 중 하나였다. | 아니요 | 태평양 제도 포럼                                                                                    |
| 미크로네시아 | 미크로네시아 연방(FSM)은 특히 국제 결의안에서 이스라엘의 일관된 지지자이다. 이는 부분적으로 미국과의 관계 때문이다. 매니 모리 전 미크로네시아 연방 대통령은 이 관계가 1986년 이스라엘이 "미크로네시아의 유엔 회원국 가입을 지지하기 위한 조기 결정"을 내렸을 때부터 시작되었다고 말했다. 2011년 9월 태평양 제도 포럼 정상회의에서 미크로네시아 대표단장은 팔레스타인 인민의 고통에 대한 자국의 연대와 자결권에 대한 지지를 표명한 것으로 알려졌다. 그러나 팔레스타인 자치 정부의 유엔 가입 시도에 대해, 관계자는 미국과 체결한 자유 연합 협정이 미크로네시아 연방이 미국의 입장과 충돌하는 경우 정부의 뜻에 따라 투표하는 것을 막는다고 밝혔다. 이스라엘의 미크로네시아인에 대한 지속적인 개발 지원과 관련하여, 다른 외교관은 "우리는 이스라엘의 전문 지식이 필요하므로, 우리 정책이 조만간 바뀔 것이라고 생각하지 않는다"고 언급했다. | 아니요 | 태평양 제도 포럼                                                                                    |
| 몰도바       | 2024년 5월 27일, 미하이 팝쇼이 외교부 장관은 몰도바의 두 국가 해법 지지를 재확인했지만, 팔레스타인 국가를 인정하는 데 내부 합의가 없다고 밝혔다. | 예     | |
| 모나코       | | 아니요 | |
| 미얀마       | 미얀마는 싱가포르와 함께 비동맹 운동의 아시아 회원국 중 팔레스타인 국가를 인정하지 않는 두 국가 중 하나이다. 윈 아웅 전 외교부 장관은 2000년 미얀마가 국제적으로 인정되는 국경 내에서 두 국가 해법을 지지한다고 밝혔다. | 아니요 | 동남아시아 국가 연합                                                                                |
| 나우루       | 2011년 9월 초 태평양 제도 포럼 정상회의에서 키어런 케케 외교부 장관은 팔레스타인 인민의 고통과 자결권에 대한 자국의 연대를 확인했다. 팔레스타인 자치 정부의 외교부는 정상회의에 앞서 대부분의 태평양 섬 국가들이 팔레스타인 국가에 관한 유엔 결의안에 반대표를 던질 것이라고 주장하는 성명을 발표했다. | 아니요 | 태평양 제도 포럼                                                                                    |
| 네덜란드     | 네덜란드는 두 국가 해법을 지지한다. 팔레스타인 국가의 승인은 양국의 안보와 상호 인정을 보장하는 성공적인 협상에 달려 있다고 본다. | 예     | 유럽 연합, 북대서양 조약 기구; 네덜란드–팔레스타인 관계                                             |
| 뉴질랜드     | 뉴질랜드는 평화 과정에 대한 두 국가 해법을 지지한다. 또한 새로운 국가를 명시적으로 인정하기보다는 묵시적으로 인정하는 정책을 유지한다. 팔레스타인의 경우, 이는 공인된 대표단을 외교 지위로 격상시키는 것을 의미할 것이다. 2011년 9월 초, 머레이 맥컬리 외교부 장관은 결의안의 문구가 발표될 때까지 정부가 결정을 내리지 않을 것이라고 말했다. "우리는 이 문제에 대해 공정하고 공평하다는 명성을 가지고 있으며, 우리가 할 수 있는 일은 단어들을 기다리는 것뿐이다." 그는 또한 리야드 알말리키에게 투표에 반대하겠다는 어떠한 약속도 이스라엘에게 하지 않았다고 말했다. 2017년 이후 저신다 아던 총리는 두 국가 해법에 대한 지지와 정착촌 확장 반대를 재확인했다. | 예     | 태평양 제도 포럼; 뉴질랜드–팔레스타인 관계                                                          |
| 북마케도니아 | 북마케도니아는 팔레스타인과 어떠한 종류의 정치적 또는 외교적 관계도 없는 몇 안 되는 국가 중 하나이다. 니콜라 포포스키 마케도니아 외교부 장관은 마케도니아의 입장이 유럽 연합 및 전략적 파트너의 견해에 따라 결정될 것이라고 밝혔다. | 아니요 | 북대서양 조약 기구                                                                                  |
| 팔라우       | 팔라우는 유엔에서 미국과 거의 항상 투표하는 4개 국가(마셜 제도, 미크로네시아 연방, 나우루) 중 하나이다. 팔라우, 마셜 제도, 미크로네시아, 미국은 자유 연합 협정을 구성하며, 일부 관찰자들은 이를 "수표 외교"에 해당한다고 제안했는데, 이는 미국이 작은 섬 국가들의 투표를 돈으로 샀다는 것이다. 유엔이 도널드 트럼프의 예루살렘을 이스라엘의 수도로 인정하고 미국 대사관을 이전하기로 한 결정을 비난하는 결의안에 압도적으로 찬성했을 때, 팔라우는 이 움직임을 지지한 9개 국가 중 하나였다. | 아니요 | 태평양 제도 포럼                                                                                    |
| 파나마       | 파나마는 국가 건설 투표에 대한 입장을 밝히지 않았으며, 이 문제에 대해 미정인 것으로 알려졌다. 리카르도 마르티넬리 대통령은 유엔 결의안에서 이스라엘을 지지한 기록이 있으며, 다른 라틴 아메리카 정부로부터 팔레스타인 인정을 요구하는 압력을 거부한 것으로 알려졌다. 중미 통합 체제(SICA)는 8월 18일 정상회의에서 이 문제에 대한 공동 입장을 채택할 것으로 예상되었지만, 파나마는 논의가 지역 초점을 유지해야 한다고 주장했고 이 문제는 최종 의제에 포함되지 않았다. 9월 초, 로베르토 엔리케스 외교부 장관은 정부의 결정이 투표가 이루어질 때까지 공개되지 않을 것이라고 말했지만, "이 나라의 탄생과 국제 무대에서의 인정은 이웃 이스라엘과의 완전한 평화 협정으로 미리 동반되는 것이 매우 중요하다"고 덧붙였다. 2015년 7월 4일, 이사벨 데 생 말로 데 알바라도 파나마 부통령 겸 외교부 장관은 자신의 정부가 이스라엘과의 "긴밀한 관계"에 영향을 미치지 않고 팔레스타인 국가를 인정하는 방법을 모색하고 있다고 밝혔다. | 아니요 | 아메리카 국가 기구                                                                                  |
| 사모아       | 2010년, 투일라에파 사일렐레 말리엘레가오이 총리는 분쟁에 대한 두 국가 해법 지지를 표명했다. | 아니요 | 태평양 제도 포럼                                                                                    |
| 싱가포르     | 싱가포르는 팔레스타인 국가를 인정하지 않았으며, 결의안에 대한 입장을 발표하지 않았다. 이 섬 국가는 이스라엘과 강력한 관계를 맺고 있다. 그러나 싱가포르는 라말라에 대표 사무소를 개설하여 역량 강화 이니셔티브의 조율을 개선하고 팔레스타인 자치 정부와의 관계를 강화하기 위한 조치를 취했다. 2024년 7월 2일, 비비안 발라크리슈난 외교부 장관은 싱가포르가 이스라엘의 존재 권리를 인정한다면 팔레스타인을 인정할 수 있다고 밝혔다. | 예     | 동남아시아 국가 연합                                                                                |
| 솔로몬 제도  | 2011년 9월 초 웰링턴에서 열린 태평양 제도 포럼 정상회의에서 피터 섀늘 아고바카 외교부 장관은 리야드 알말리키를 만났다. 아고바카는 팔레스타인의 유엔 노력에 대한 정부의 지지를 확인했으며, 팔레스타인 국가의 가능한 승인이 다음 내각 회의에서 고려될 것이라고 밝혔다. | 아니요 | 태평양 제도 포럼                                                                                    |
| 대한민국     | 대한민국 정부는 팔레스타인 국가를 인정하지 않지만, 라말라에 대표 사무소를 두고 있다. | 예     | G20; 대한민국–팔레스타인 관계                                                                       |
| 스위스       | 스위스는 팔레스타인을 독립 국가로 인정하지 않지만 2014년 11월 유엔에서 비회원 옵서버 지위를 부여하는 데 찬성표를 던졌다. 시모네타 솜마루가 스위스 대통령은 두 국가 해법에 대한 지지를 표명하며 "스위스는 이스라엘과 팔레스타인 간의 분쟁 해결을 위해 수년간 노력해 왔다. 우리의 목표는 평화를 달성하는 것이다"라고 말했다. | 예     | 유럽 자유 무역 연합; 스위스–팔레스타인 관계                                                         |
| 통가         | 2011년 9월, 웰링턴에서 열린 태평양 제도 포럼 정상회의 이후, 팔레스타인 자치 정부 외교부는 통가로부터 인정을 얻기 위한 노력에서 상당한 진전을 이루었다고 언급했다. | 아니요 | 태평양 제도 포럼                                                                                    |
| 투발루       | 2015년 9월 10일, 유엔 총회는 유엔 본부 앞에 팔레스타인 국기를 게양할 수 있도록 하는 결의안을 통과시켰다. 이 투표는 찬성 119표, 반대 8표, 기권 45표로 통과되었다. 투발루는 반대표를 던진 8개 국가 중 하나였다. | 아니요 | 태평양 제도 포럼                                                                                    |
| 영국         | 2011년 9월, 영국은 유엔에서 팔레스타인을 국가로 인정하겠지만, 정회원국이 아닌 비회원 옵서버 지위로만 인정할 것이라고 밝혔다. 2014년 10월, 영국 하원은 팔레스타인을 인정할 것을 정부에 촉구하는 상징적이고 구속력 없는 동의안을 찬성 274표, 반대 12표로 통과시켰다. 또한 2014년 10월, 스코틀랜드의 이양된 정부는 팔레스타인을 독립 국가로 인정하고 영국이 대사관을 개설할 것을 요구했다. 2024년 영국 총선 직전, 노동당 당수 키어 스타머는 팔레스타인을 인정하는 것이 영국과 미국의 관계를 위태롭게 할 수 있다고 밝혔다. | 예     | G7, G20, 북대서양 조약 기구, 유엔 안전 보장 이사회 (상임); 영국–팔레스타인 관계.                    |
| 미국         | 2011년 9월, 버락 오바마 대통령은 유엔 총회 연설에서 "진정한 평화는 이스라엘인과 팔레스타인인 스스로에 의해서만 실현될 수 있으며", "궁극적으로 그들을 분열시키는 문제에 대한 합의에 도달해야 하는 것은 우리(미국)가 아니라 이스라엘인과 팔레스타인인이다"라고 말하며 미국의 해당 시도 반대를 선언했다. 오바마는 압바스에게 미국이 팔레스타인 국가 건설을 위한 유엔 안전 보장 이사회 움직임에 거부권을 행사할 것이라고 말했다. 도널드 트럼프와 조 바이든 대통령은 유엔 안전 보장 이사회 거부권 정책을 유지했다. | 예     | G7, G20, 북대서양 조약 기구, 아메리카 국가 기구, 유엔 안전 보장 이사회 (상임); 미국–팔레스타인 관계 |

#### 유엔 비회원국
| 이름        | 공식 입장 | 관계   | 관련 회원국 |
| ----------- | --------- | ------ | ----------- |
| 코소보      |           | 아니요 |             |
| 몰타 기사단 |           | 예     |             |
| 중화민국    |           | 아니요 |             |

## 같이 보기
- 미승인 국가 목록
- 이스라엘의 국제적 승인
- 팔레스타인 194
- 제80차 유엔 총회

## 참고

### 내용주
1. ↑  인도네시아, 사우디아라비아는 팔레스타인을 독립국으로 승인했지만 이스라엘을 독립국으로 인정하지 않는다.
2. ↑  G20의 20번째 국가인 유럽 연합(EU)은 독립적인 외교 관계가 존재하지 않기 때문에 제외한다.
3. ↑  팔레스타인 자치 정부, 팔레스타인 해방 기구, 또는 팔레스타인과의 관계이다. 알려진 경우 기관을 명시한다.

1. ↑  2025년 현재, 어떤 나라도 아프가니스탄 이슬람 토후국을 아프가니스탄의 사실상 정부로 공식적으로 인정하지 않았다.
2. 1 2